# کاروانسرای سنگی انجیره
کاروانسرای سنگی انجیره مربوط به دوره ایلخانی - دوره ایلخانی است و در در بیابان انجیره در شهرستان اردکان استان یزد، مجاور راه قدیمی یزد، ساغند و طبس و به فاصله تقریبی ۵۰۰ متر از کاروانسرای آجری انجیره قرار گرفته‌است. این اثر، قدیمی‌ترین کاروانسرای ثبتی استان یزد است که قدمت آن مربوط به دوره ایلخانی است. کاروانسرای سنگی انجیره در تاریخ ۱۹ مهر ۱۳۷۸ با شمارهٔ ثبت ۲۴۴۹ به‌عنوان یکی از آثار ملی ایران به ثبت رسیده‌است.

## ویژگی‌ها
کاروانسرای سنگی انجیره که در ساخت آن از سنگ و در بعضی قسمت‌های آن ازجمله پوشش هشتی ورودی از آجر استفاده شده، دارای پلان هشت‌ضلعی نامنظم است.
مصالح به کار رفته در بنا اکثراً سنگ و در بعضی قسمت‌ها از جمله پوشش هشتی ورودی از آجر است. طراحی کاروانسرا در مقیاس با کاروانسراهای دیگر متفاوت و فضای داخلی به گونه‌ای دیگر مورد استفاده بوده‌است.
اصطبل‌های کاروانسرا که در دو طرف آن قرارگرفته است هر کدام دارای دو ورودی است، یکی از ورودی‌ها به حیاط کاروانسرا و دیگری به هشتی ورودی راه دارد. در تمام اتاق‌ها فرورفتگی دو لابی شکل تاقچه و شومینه‌های قدیمی ایجاد شده‌است.
کاروانسرای سنگی انجیره به شدت آسیب دیده‌است و با توجه به دور افتادن از مسیر جاده اصلی شدیداً در شرف انهدام است. به‌گونه‌ای که درصد کمی از سقف‌ها در قسمت ورودی برجا مانده‌است.

## ثبت در فهرست میراث جهانی
در ۲۶ شهریور ۱۴۰۲ در جریان چهل و پنجمین اجلاس کمیته میراث جهانی یونسکو در ریاض، کاروانسرای سنگی انجیره به‌همراه ۵۳ کاروانسرای تاریخی دیگر (جمعاً ۵۴ کاروانسرا در ۲۴ استان ایران) تحت عنوان کاروانسراهای ایرانی در فهرست میراث جهانی قرار گرفتند. این مجموعه جهانی به عنوان بیستمین و هفتمین اثر جهانی کشور ایران شناخته می‌شود.